# Karl Bünger
Karl Ferdinand Bünger (* 28. März 1903 in Coswig; † 1997 in Bonn) war ein deutscher Sinologe und Botschafter in Seoul.

## Leben
Sein Vater war Karl Bünger, Psychiater und Eigentümer der Büngerschen Anstalten in Wusterwitz, seine Mutter Anna Bünger, geb. Homann. Karl Bünger besuchte von 1909 bis 1921 das Gymnasium in Brandenburg an der Havel. Nach einer Banklehre (1921–1924) studierte von 1924 bis 1927 Rechtswissenschaft und Sinologie und absolvierte 1928 sein erstes Staatsexamen in Berlin. 1930 erhielt er vom Orientalischen Seminar Berlin ein Diplom für Chinesisch. 1931 wurde er zum Doktor der Rechtswissenschaften in Tübingen mit einer rechtsvergleichenden Dissertation promoviert. Am 18. Dezember 1931 heiratete er Dorothea Breyer. Zum 1. Mai 1933 trat er der NSDAP bei (Mitgliedsnummer 2.878.025). Von November 1933 bis Mai 1934 war Bünger Mitglied der SA. Im Jahr 1933 absolvierte er das Gerichtsassessor Examen in Berlin. Ab 1934 war er Referent an den Kaiser-Wilhelm-Instituten für internationales Recht und im Jahr 1936 für sechs Monate Richter am Landgericht Berlin II. Von 1937 bis 1938 war er Justitiar und bis 1941 Rechtsberater für den Otto-Wolff-Konzern in China. In den Jahren bis 1941 verbrachte er lange Zeit in China; daneben hatte er einen Lehrstuhl für ostasiatisches Recht an der Universität Berlin. Von 1940 bis 1941 war Bünger Sekretär beim Verband für den Fernen Osten. Von 1941 bis 1945 fungierte Bünger als Rechtsberater an der Botschaft des Deutschen Reiches bei der Marionettenregierung von Wang Jingwei in Nanjing. Von 1942 bis 1944 lehrte er als Professor für europäisches Recht an der Comparative Law School in Shanghai, die zur Soochow-Universität gehörte. Von 1946 bis 1947 lehrte er als Professor für Recht an der Tung Chi Universität, sowie erneut an der Comparative Law School und hielt Vorlesungen über europäisches Privatrecht in englischer, chinesischer und deutscher Sprache.
Nach seiner Rückkehr war Karl Bünger 1947 kurzzeitig in Ludwigsburg interniert, über seine Entnazifizierung ist nichts bekannt. Anfang der 1950er Jahre war er Dozent an der Albert-Ludwigs-Universität Freiburg, habilitierte sich 1951 mit Unterstützung von Wolfgang Franke in Tübingen in Sinologie und wurde Professor in Freiburg. 1960 wurde er Botschafter der Bundesrepublik Deutschland in Seoul/Südkorea. Von 1964 bis 1969 war er Generalkonsul in Hongkong. Im Jahre 1967 wurde Bünger das Große Verdienstkreuz der Bundesrepublik Deutschland verleihen. 1969 wurde Bünger zum Honorarprofessor für Sinologie an der Universität Bonn und 1970 an der Universität Tübingen ernannt.

## Veröffentlichungen (Auswahl)
- Das Wirksamwerden der Willenserklärung nach deutschem und ausländischem Recht. Knauppe & Baumgart, Berlin 1931 (= Dissertation Universität Tübingen).

- Zivil- und Handelsgesetzbuch sowie Wechsel- und Scheckgesetz von China. Elwert, Marburg 1934 (Nachdruck: Keip, Frankfurt am Main 1970).
- Die Rechtsstellung der Ausländer in China. In: Zeitschrift für ausländisches öffentliches Recht und Völkerrecht, Bd. 5 (1935), S. 477–488.
- Beiträge zum chinesischen Privat- und Prozeßrecht. In: Mitteilungen der Ausland-Hochschule an der Universität Berlin. Bd. 41 (1938), Abt. 1, S. 95–172.
- Der britisch-japanische Zwischenfall von Tientsin. In: Zeitschrift für ausländisches öffentliches Recht und Völkerrecht, Bd. 10 (1940/1941), S. 576–617.
- Der Vertrag zwischen Japan und der Regierung Wang Chingwei. In: Zeitschrift für ausländisches öffentliches Recht und Völkerrecht, Bd. 10 (1940/1941), S. 768–803.
- Zur Reform des japanischen Handesgesetzbuches. In: Zeitschrift für ausländisches und internationales Privatrecht, Bd. 13 (1940/1941), S. 144–159.
- Quellen zur Rechtsgeschichte der T'ang-Zeit. Catholic University, Peiping 1946 (Neuausgabe: Steyler Verlag, Nettetal 1996, ISBN 3-8050-0375-7).
- Über die Verantwortlichkeit der Beamten nach klassischem Recht. In: Studia serica, Bd. 4 (1947), S. 159–191.
- Die Rezeption des europäischen Rechts in China. In: Ernst Wolff (Hrsg.): Beiträge zur Rechtsforschung. Mohr, Tübingen 1950, S. 166–189.
- Die Verfassung der Chinesischen Volksrepublik von 1949. In: Zeitschrift für ausländisches öffentliches Recht und Völkerrecht, Bd. 13 (1951), S. 759–785.
- Die Rechtsidee in der chinesischen Geschichte. In: Saeculum, Bd. 3 (1952), S. 192–217.
- (mit Hermann Trimborn): Religiöse Bindungen in frühen und in orientalischen Rechten. Harrassowitz, Wiesbaden 1952.
- Max Webers Ansichten über Recht und Justiz im kaiserlichen China. In: Oriens extremus, Bd. 10 (1972), S. 9–22.